# Aramu Muru
Aramu Muru (Quechua: Hayumarka) is een bewerkte stenen wand nabij het Titicacameer in Peru, bekend als de "Poort van de Goden". Het werd begin jaren 1990 ontdekt. De vlakke stenen wand is ca. 7 bij 7 m. met erin gehouwen een T-vormige alkoof, 1.98 m hoog. Het is mogelijk een onvoltooid Inca-bouwproject.